# Keeper Of The Seven Keys Part 1
Keeper Of The Seven Keys Part 1 es el segundo álbum, tercer disco de estudio y primer álbum conceptual del grupo alemán Helloween lanzado en 1987, su primer álbum a nivel internacional. Además del disco, sacaron el sencillo «Future World» y un vídeo de «Halloween». Helloween originalmente planeaba sacar un álbum doble con Keeper of the Seven Keys Part 1 y Keeper Of The Seven Keys Part 2 juntos, pero la discográfica insistió en que debían ser divididos y lanzados por separado. Es a menudo considerado uno de sus mejores álbumes, también como el álbum que da inicio al power metal melódico, y que dio a conocer al joven vocalista Michael Kiske.

## Lista de canciones
1. «Initiation» (Hansen) (1:21).
2. «I'm Alive» (Hansen) (3:23).
3. «A Little Time» (Kiske) (3:59).
4. «Twilight of the Gods» (Hansen) (4:33).
5. «A Tale that Wasn't Right» (Weikath) (4:43).
6. «Future World» (Hansen) (4:05).
7. «Halloween» (Hansen) (13:18).
8. «Follow the Sign» (Hansen, Weikath) (1:46).

Algunas ediciones presentan la canción «Judas» entre «A Tale that Wasn't Right» y «Future World».

### Lista de canciones de la edición bonus
1. «Victim of Fate», lado B (7:00).
2. «Starlight», remix (4:15).
3. «A Little Time», versión alternativa (3:33).
4. «Halloween», video edit (5:02).

## Formación
- Kai Hansen: Guitarra
- Michael Weikath: Guitarra, Teclados
- Michael Kiske: Voz
- Markus Grosskopf: Bajo
- Ingo Schwichtenberg: Batería